# Čašniki
Čašniki (bělorusky Чашнікі, rusky Чáшники, polsky Czaśniki, litevsky Čašnikai) je město ve Vitebské oblasti v Bělorusku. K roku 2018 v něm žilo bezmála devět tisíc obyvatel.

## Poloha a doprava
Čašniki leží na řece Ule, přítoku Dzviny v úmoří Baltského moře. Od Vitebska, správního střediska oblasti se nachází přibližně 95 kilometrů jihozápadně.
Železniční stanice Čašniki na trati z Orši do Lepelu leží přibližně tři kilometry jižně od města.

## Dějiny
První písemná zmínka je z roku 1504.
Dne 31. října 1812 zde proběhla bitva o Čašniki, ve které jednotky Petera Wittgensteina porazily jednotky Claude Victor-Perrina zajišťující ústupovou cestu z Napoleonova ruského tažení.